# ベルトラン・ダメサン
ベルトラン・ダメサン（Bertrand Damaisin 1968年10月27日 - ）は、フランスのリヨン出身の柔道選手。階級は78kg級。身長173cm。段位は5段。

## 人物
1992年のドイツ国際78kg級で2位になると、ヨーロッパ選手権では3位に入った。1992年バルセロナオリンピックでは準々決勝で敗れるが、その後敗者復活戦を勝ち上がって銅メダルを獲得した。

## 主な戦績
- 1990年 - オランダ国際　優勝
- 1990年 - 世界軍人選手権大会　2位
- 1992年 - ドイツ国際　2位
- 1992年 - ヨーロッパ選手権　3位
- 1992年 - バルセロナオリンピック　3位